# La Faune de l'espace
La Faune de l'espace (titre original : The Voyage of the Space Beagle) est un roman de science-fiction de l'écrivain canadien A. E. van Vogt, paru en 1950.

## Intrigue
Au cours d'un long périple dans l’espace intergalactique, l'équipage d'une expédition scientifique humaine à bord du Fureteur (le Space Beagle en version originale), un gigantesque vaisseau spatial sphérique doté d’un équipage de près d’un millier d’humains, rencontre différentes formes d'intelligences extraterrestres, pour la plupart hostiles, ce qui expose l'équipage à de nombreux dangers.
L'un des membres du vaisseau, Elliott Grosvenor, est un adepte d'une science nouvelle appelée le « nexialisme » (une discipline qui englobe toutes les autres sciences). Au cours du voyage, Grosvenor tente de prouver à ses coéquipiers — dans un premier temps moqueurs et méfiants — à quel point cette nouvelle discipline peut contribuer à résoudre les problèmes complexes que l'équipage rencontre. Des révolutions politiques et scientifiques ont alors lieu à bord du Fureteur, sous l'impulsion de Grosvenor.

## Personnages

### Personnages principaux
Les personnages principaux sont classés dans l'ordre alphabétique des patronymes.
- Breckenridge, métallurgiste.
- Dack, assistant-chef de la section géologie.
- Carl Dennison, chimiste.
- Dr Eggert, chirurgien.
- Fander, infirmier.
- John Foran, secrétaire de Gregory Kent.
- Gourley, chef des communications.
- Elliott Grosvenor, nexialiste et protagoniste principal.
- Hindley, physicien.
- Dr Jarvey, chimiste.
- Gregory Kent, chef de la section des chimistes du vaisseau.
- Kellie, sociologue.
- Korita, archéologue japonais.
- Capitaine Leeth, militaire, officier de bord.
- Gunlie Lester, chef de la section des astronomes.
- Lomas, physicien.
- Donald Mc Cann, chef de la section de géologie.
- Meader, chef de la sous-section de botanique.
- Hal Morton, chef de l'expédition, chef de la section de mathématique.
- Pennons, mécanicien en chef.
- Selenski, pilote de l'astronef.
- Siedel, psychologue.
- Smith, biologiste.
- von Grossen, chef des physiciens du bord.
- Yemens, chimiste.
- Zeller, métallurgiste.

### Espèces extraterrestres
Les espèces extraterrestres du roman sont classés par ordre d'apparition au cours du récit.
- Zorl (en version originale « Cœurl »), une énorme créature féline dotée de tentacules préhensiles au niveau du cou. Il peut vivre plusieurs siècles et se nourrit uniquement d'« id », c'est-à-dire de l'énergie vitale liée à la présence de potassium dans les corps vivants. Sa force musculaire est très grande, tout comme son intelligence. Les poils vibratiles de ses oreilles lui servent à maîtriser l'énergie, et à émettre et à recevoir des vibrations sur toutes les longueurs d'onde possibles.
- Les Riims, des êtres graciles vêtus de tuniques colorées, dotés d'un corps parsemé de plumes. Race aviaire devenue incapable de voler, mais douée de télépathie, les Riims se reproduisent par parthénogenèse. Ils vivent à l'ère civilisationnelle de la pierre et du bois et n'ont jamais connu la mécanisation. Leur intelligence est collective, chaque cerveau individuel se fondant dans une sorte d'« unité neurologique » collective.
- Ixtl (en anglais : Xtl), un être affreux de couleur rouge vif, doté de quatre jambes et de quatre bras terminés par huit doigts. Son corps cylindrique est quasi immortel et il en maîtrise intégralement la structure moléculaire. La race des Ixtls a forcé son évolution biomoléculaire jusqu'à être capable de résister à des charges énergétiques de très forte puissance. Pour se reproduire, un Ixtl a besoin de « guuls », c'est-à-dire d'hôtes vivants dans lesquels il dépose ses œufs. Les œufs n'ont besoin que de quelques heures pour éclore et se nourrissent ensuite de leur hôte vivant. Ixtl a inspiré la créature du film Alien[réf. nécessaire].
- L'Anabis, une entité intelligente résultant d'une combinaison dynamique de gaz s'étendant sur toute une galaxie. Composée de milliards de particules animées, l'Anabis est en perpétuelle croissance sous l'effet des rayons ultraviolets des étoiles, et se nourrit de l'énergie nerveuse électrique d'animaux mourants.

## Résumé

### Chapitres 1 à 6
Lorsque Le Fureteur atterrit sur une planète dévastée, les membres d'équipage sont observés par un zorl affamé. Il forge le projet de s'emparer du vaisseau et de découvrir la planète des humains, qu'il pense être gorgée de nourriture.
Une fois débarqués, les hommes arpentent les vestiges d'une ancienne civilisation extraterrestre et découvrent zorl. Plus tard, malgré la mort inexpliquée de l'un de leurs coéquipiers, retrouvé exsangue et déchiqueté dans la cité en ruines, ils décident de l'inciter à monter à bord pour l'étudier. L'animal monte prudemment la rampe d'accès du vaisseau et s'adapte à son atmosphère oxygénée, au grand étonnement de l'équipage.
À bord du vaisseau, le conflit naissant entre Gregory Kent, l'ambitieux chef de la section des chimistes, et Hal Morton, le commandant de l'expédition, conduit le chimiste à prendre des initiatives personnelles imprudentes. Une expérience visant à nourrir l'animal tourne mal, Kent attaque Zorl, mais son rayon paralysant se révèle inefficace. L'équipage commence à prendre peur et Morton fait enfermer le zorl dans une cage renforcée.
Mais pendant le sommeil de l'équipage, le zorl active à distance tous les vérins électriques de sa cage et massacre plusieurs membres d'équipage dans leurs cabines avant de rentrer dans sa cage, juste avant le passage des sentinelles. L'équipage prend alors la décision d'éliminer le zorl, mais constate avec effroi qu'il s'est échappé de sa cage renforcée en y faisant un trou gigantesque, malgré l'épaisseur de métal. Le monstre est ensuite repéré dans la salle des machines, alors qu'il commence à prendre le contrôle de l'astronef. Après quelques tentatives désastreuses pour faire sortir le monstre par une combinaison de champ énergétique et de gravitation artificielle dangereuse pour la vie à bord de l'astronef lui-même, Elliott Grosvenor finit par convaincre ses collègues d'utiliser le nexialisme pour trouver la solution définitive au problème.
Il démontre que le zorl est le résultat d'expériences scientifiques exécutées sur des animaux par les bâtisseurs de l'ancienne civilisation de sa planète d'origine et propose qu'au lieu de le capturer pour l'étudier en mettant l'équipage en danger, on le laisse s'échapper volontairement du vaisseau pour le détruire ensuite dans l'espace. Le zorl est amené par ruse dans une petite navette qu'il utilise pour quitter le vaisseau. Quelque temps plus tard, il s'aperçoit de son erreur et est désintégré par les canons du Fureteur.

### Chapitres 7 à 12
Elliott Grosvenor, le nexialiste du bord, prépare une réunion d'information pour présenter sa nouvelle discipline aux autres membres de l'équipage, mais s'aperçoit bientôt qu'une réunion politique est organisée au même moment par le chef de la section des chimistes, Gregory Kent. Celui-ci souhaite être élu chef d'expédition à la place de Hal Morton.
Les tensions commencent à se faire sentir à bord du vaisseau et le lobby des chimistes mélange allègrement promesses et intimidation. Interrogé par un chimiste, Grosvenor déclare qu'il votera contre Kent. La réunion du nexialiste rencontre peu de succès et le lendemain, son bureau est occupé par des membres de la section chimie. Mais Grosvenor tourne la situation à son avantage et initie les intrus à sa nouvelle discipline grâce à un micro-émetteur placé dans l'oreille.
Tandis que le nexialiste cherche à résoudre son problème conflictuel avec Kent, un étrange événement survient. Des hallucinations hypnotiques qui ressemblent à des silhouettes de femmes coiffées de chapeaux à plume plongent les membres d'équipage du vaisseau et libèrent la haine de leur inconscient. Le chaos s'empare alors du vaisseau, certains hommes d'équipage sont plongés dans le coma, tandis que d'autres s'affrontent au pistolet laser.
Seuls Grosvenor et Korita, l'historien, réussissent à échapper à leur emprise et s'aperçoivent du changement de trajectoire de l'astronef. Pour éviter une catastrophe, Grosvenor décide de communiquer avec la source des illusions hypnotiques : des êtres-oiseaux habitant une planète proche. Il leur ouvre son esprit et se retrouve par télépathie dans le corps d'un Riim, sur la planète.
Le nexialiste comprend alors que les Riims n'ont pas de mauvaises intentions et désirent simplement communiquer avec les hommes. Grosvenor réussit à leur faire comprendre le danger qu'ils représentent pour les hommes et leur astronef, sort de son état d'hypnose, puis modifie la trajectoire du vaisseau. Au cours du vif débat qui s'ensuit, le nexialiste réussit à convaincre ses collègues de ne pas détruire la civilisation des Riims.

### Chapitres 13 à 21
À bout de force, Ixtl erre dans l'espace à la recherche de guuls. Lorsqu'il détecte la présence du Fureteur, il en absorbe de grandes quantités d'énergie et reprend des forces. La fusée s'arrête dans l'espace, en panne, et déploie un puissant champ de force pour protéger les membres d'équipage sortis réparer les moteurs. C'est alors que le monstre est découvert et les responsables décident de le mettre en cage.
Après un vif débat sur le danger que peut constituer l'extraterrestre pour le vaisseau, la cage est rapprochée de l'appareil, mais l'extraterrestre passe à travers celle-ci et pénètre dans l'astronef. Une réunion générale est organisée en urgence et tout l'équipage convient qu'il doit être éliminé.
Lorsqu'ils l'ont localisé, les militaires attaquent, mais Ixtl traverse les cloisons et s'empare d'un garde. En étudiant son anatomie, Ixtl tue par mégarde le soldat, mais comprend que l'estomac et les intestins des humains serviront ses projets. Les hommes seront ses guuls.
Peu à peu, Ixtl enlève les guuls dont il a besoin et les entrepose dans les tuyaux d'aération de la cale du vaisseau. Le physicien von Grossen compte au nombre des victimes parce qu'il a deviné le point faible de l'alien : son incapacité à traverser l'alliage métallique qui constitue l'enveloppe externe du vaisseau et qui protège la salle des machines.
Deux plans d'attaque s'affrontent alors, celui des physiciens (amener le monstre au huitième étage, énergiser les niveaux sept et neuf de la fusée, énergiser cloisons et planchers pour l'affaiblir et le tuer avec des projecteurs calorifiques) et celui d'Elliott Grosvenor (former plusieurs groupes, les équiper chacun d'un désintégrateur atomique, poster des hommes désarmés comme appâts et attendre).
Finalement, Morton, le chef de l'expédition, propose un compromis qui allie les deux plans. Pendant ce temps, Ixtl plonge son bras dans sa poitrine, en ressort un œuf et le place ensuite dans l'estomac de l'une de ses victimes encore vivantes.
Après l'échec des deux premiers plans, Elliott Grosvenor propose une nouvelle solution à l'équipage. Après avoir retrouvé les victimes d'Ixtl dans la cale, tout l'équipage quitte le vaisseau. Ixtl comprend alors que l'astronef tout entier va être hautement énergisé et sera son tombeau. Il sort précipitamment du vaisseau par un sas resté ouvert et se retrouve dans l'espace. Quelque temps plus tard, les hommes réinvestissent le vaisseau et réactivent le bouclier énergétique. À bord, le chirurgien extrait les œufs des estomacs des victimes du monstre qui se rétablissent bientôt.

### Chapitres 22 à 28
À l'approche de la grande galaxie M33 d'Andromède, le Fureteur subit un train d'ondes cérébrales qui suggère aux membres d'équipage de rentrer chez eux. Kent, élu nouveau chef de l'expédition depuis plusieurs mois, organise une réunion de crise et conclut que l'astronef est entré sur le territoire d'une intelligence d'une puissance inouïe.
Pendant la réunion, à la suite d'une nouvelle vague d'ondes cérébrales, des monstres étranges apparaissent au fond de la salle et créent le chaos dans l'astronef. La bataille fait rage, Kent et Grosvenor ont une altercation qui dégénère, mais les monstres sont finalement éliminés.
Devant le pouvoir de l'être inconnu qui attaque l'astronef, le nexialiste Grosvenor propose de détruire tout ce qui pourrait conduire une intelligence extra-terrestre à la Terre et augmenter sa puissance : cartes et matériel. Le Fureteur visite diverses planètes à la recherche d'une civilisation avancée et se pose sur une planète-jungle qui semble avoir été sortie artificiellement de son orbite.
Les géologues du bord découvrent avec stupéfaction que la planète originelle, qui révèle à une certaine profondeur des traces d'une ancienne civilisation, a été entièrement recouverte de roche, de terre et d'eau pour en faire une planète-jungle primitive. Elliott Grosvenor, qui commence à comprendre ce qui se passe dans la galaxie M33, prépare son plan. Il demande à Kent de commander une réunion et s'injecte un produit chimique afin de simuler une grippe et contraindre Kent à venir lui rendre visite personnellement. Refusant de formuler ses recommandations tel que l'exige Kent, une violente dispute s'ensuit. Vaincu, Kent s'incline.
Lors de la réunion, les scientifiques font part de leur découvertes sur la poussière de l'espace à cet endroit de la galaxie, plus dense qu'ailleurs. Grosvenor indique alors son plan à ses collègues : supprimer les sources de nourriture de l'entité ennemie, la forcer à quitter cette galaxie et à suivre le Fureteur dans un endroit qui ne présente aucun danger pour l'humanité.
Mais le plan du nexialiste implique une prolongation de cinq années du voyage de l'astronef dans l'espace, ce que refusent les membres de l'équipage. Grosvenor pose alors un ultimatum : si son plan n'est pas accepté, il prendra, seul, la direction des opérations à bord.
Le nexialiste repousse les attaques de ses collègues, plonge tout l'équipage dans un profond sommeil hypnotique pour modifier l'opinion de chacun. Après leur réveil, Grosvenor sollicite de Kent une nouvelle réunion et retire son ultimatum. Tous ses collègues acceptent son plan et au lieu d'être arrêté pour insubordination, Grosvenor est chargé d'initier tout l'équipage aux principes du nexialisme.

## Chapitrage
Le roman est un recueil de quatre nouvelles publiées à l'origine dans Astounding Stories entre 1939 et 1950, puis regroupées en un seul volume.
Quatre nouvelles composent le roman.
- Black Destroyer, 1939 (chapitres 1 à 6)
- War of Nerves, 1950 (chapitres 7 à 12)
- Discord in Scarlet, 1939 (chapitres 13 à 21)
- M33 in Andromeda, 1943 (chapitres 22 à 28)

Chaque nouvelle raconte une aventure distincte du voyage de l'astronef Le Fureteur (Space Beagle en anglais) dans la galaxie, mais une série de renvois et de rappels d'une nouvelle à l'autre garantissent la cohérence relative de l'ensemble. Pour la bonne compréhension de l'histoire, le désordre est ici préférable.
- Black Destroyer (Astounding Science-Fiction, Juillet 1939)[2]
- Discord in Scarlet (Astounding Science-Fiction, Décembre 1939)[3]
- M33 in Andromeda (Astounding Science-Fiction, Août 1943)[4]
- War of Nerves (Other Worlds Science Stories, Mai 1950)[5]

## Genre
La Faune de l'espace est un roman de science-fiction qui s'inscrit dans le sous-genre du space opera. Les quatre rencontres de l'astronef terrien avec des intelligences extraterrestres se déroulent soit dans l'espace, soit sur des exoplanètes.
L'idée de mettre en scène une mission d'exploration qui conduit à la découverte de créatures extraterrestres fut initiée par John W. Campbell - sous le pseudonyme de Don A. Stuart - dans une nouvelle parue en 1938 et intitulée La Bête d'un autre monde (titre original : (en) Who Goes There ?), plusieurs fois portée au cinéma.

## Style
Dans trois des nouvelles qui composent le roman, A. E. van Vogt fait alterner les points de vue de manière à décrire les évènements soit du point de vue de l'équipage du vaisseau, soit du point de vue de l'extraterrestre. Ce renversement de perspective narrative dynamise l'action et permet souvent au lecteur de mieux comprendre les motivations des aliens que les protagonistes du récit.
Tout au long du roman, le moteur narratif de l'intrigue est fondamentalement conflictuel. A. E. van Vogt décrit les conflits internes à l'expédition humaine et les conflits externes dus à des rencontres avec des extraterrestres. Les premiers sont des conflits politiques (conflits d'intérêts et de suprématie au sein de l'équipage), les seconds sont des conflits biologiques (survie des espèces).
À la fin de nombreux chapitres du roman, l'auteur utilise des techniques classiques de relance narrative qui entretiennent le suspens dramatique et soutiennent l'attention du lecteur de chapitre en chapitre. De manière typique, A. E. van Vogt utilise des formules conclusives du type : « C'est à ce moment que la chose arriva. ».

## Commentaires

### Darwin et le combat pour la vie
Le nom du vaisseau spatial de La Faune de l'espace, en langue originale Space Beagle, fait directement référence au HMS Beagle, le navire qui emporta le naturaliste Charles Darwin en expédition au XIXe siècle. C'est pendant le voyage du Beagle que Darwin établit les fondements de sa théorie de l'évolution. A. E. van Vogt fait directement allusion à Charles Darwin, parce qu'il imagine au fil de ses quatre nouvelles différentes espèces extraterrestres qui ont suivi une évolution spécifique, gage de leur survie dans des conditions souvent extrêmes. Ces espèces intelligentes ont développé des capacités physiques, moléculaires ou psychiques hors du commun et représentent en conséquence un grand danger pour l'équipage humain du Fureteur. Confrontés à ces dangereuses créatures, les membres d'équipage de l'astronef sont contraints à développer des stratégies originales de survie, aidés par une science nouvelle, le « nexialisme », qui apparaît elle-même comme un nouveau stade de l'évolution de l'intelligence humaine.
Les différentes entités rencontrées dans l'espace présentent différentes typologies de survie :
- Zorl : survie de l'individu, recherche d'une ressource suffisante de nourriture ;
- Ixtl : survie de l'espèce, recherche d'une ressource vivante pour y déposer ses œufs ;
- Anabis : survie d'un individu en perpétuelle expansion qui a besoin de toujours plus de nourriture et d'espace vital.

### Le cas particulier des Riims
Les parties I, III et IV du roman suivent un schéma narratif à peu près équivalent.
| Situation initiale                                                         | Complication                                                                    | Action | Résolution                                                                                          | Situation finale                                                                                       |
| -------------------------------------------------------------------------- | ------------------------------------------------------------------------------- | --- | --------------------------------------------------------------------------------------------------- | --- |
| Voyage du Fureteur dans l'espace à la recherche d'espèces extra-terrestres | Rencontre avec un extra-terrestre que l'équipage scientifique souhaite étudier. | Confrontation physique avec l'extra-terrestre qui se révèle être une menace pour la mission et la survie de l'équipage. Conflit entre les différentes solutions proposées au sein de l'équipage. | Mise en place d'une stratégie de survie grâce au nexialisme, élimination ou évacuation de l'intrus. | Regain d'intérêt accru d'une partie de l'équipage pour le nexialisme qui a permis d'écarter le danger. |

La deuxième partie du roman est en revanche très différente. Les Riims, ces êtres aviens organisés en société, ne sont pas soumis à une stratégie de survie, mais expriment leur volonté de communiquer avec d'autres intelligences. L'élément déclencheur de la narration sera le danger que représente pour les humains la forme particulière de communication par hypnose utilisée par ces êtres-oiseaux. Cet épisode permet à A. E. van Vogt d'interroger le concept de civilisation, même si l'auteur laisse la question de sa définition ouverte. Il se contente d'opposer deux conceptions différentes de la civilisation : celle qui considère l'organisation sociale comme un critère civilisationnel suffisant (thèse défendue par Elliott Grosvenor) et celle qui attend d'une civilisation des réalisations techniques avancées (anti-thèse défendue par Gregory Kent).

### Le Nexialisme
À l'occasion d'une conférence donnée par le personnage d'Elliott Grosvenor, A. E. van Vogt présente le nexialisme comme suit : « Le nexialisme est une science qui a pour but de coordonner les éléments d'un domaine de la connaissance avec ceux des autres domaines. Il offre des moyens d'accélérer le processus d'absorption de la connaissance et d'utiliser efficacement ce qui a été appris. » Le nexialisme est une science qui vise l'intégration de toutes les branches de la connaissance contre le cloisonnement en domaines spécifiques. Le nexialisme est ainsi proche du holisme ou d'une approche systémique de la connaissance.
La méthode nexialiste est associative et fait appel à des « tables de probabilités ». Elle utilise différents mécanismes cognitifs associés aux dernières recherches sur les réflexes conditionnés de Pavlov et à la suggestion subliminale. L'apprentissage lui-même se fait sous hypnose grâce à un « hypnogénérateur » qui projette des films « tachistoscopiques ».
Comme l'a affirmé Jacques Sadoul dans son Histoire moderne de la science-fiction : « Cette nouvelle science inventée par A. E. van Vogt (du latin nexus, participe passé de nectere, lier, d'où l'idée d'une science carrefour où se rejoignent toutes les autres) est la véritable héroïne du roman. ».

### Théorie de l'Histoire cyclique
A. E. van Vogt présente l'Histoire comme un processus cyclique qui voit naître, croître, culminer puis disparaître les civilisations.
L'auteur emprunte cette idée au philosophe allemand Oswald Spengler (1880-1936) qui l'avait développée dans Le Déclin de l'Occident paru entre 1918 et 1922. Spengler appliquait à l'Histoire mondiale un paradigme biologique qui faisait des différentes civilisations historiques des organismes vivants avec une durée de vie limitée. Le concept de Fellah, qu'A. E. van Vogt utilise à maintes reprises dans son roman, est une citation directe du Déclin de l'Occident et désigne chez Oswald Spengler le caractère d'une population arrivée au stade ultime de la civilisation, juste avant son effondrement. Ce terme désigne une population redevenue primitive et totalement incapable d'évoluer.
Dans l'économie narrative du roman, l'Histoire cyclique joue un rôle de tout premier ordre aux côtés du « nexialisme ». Si Van Vogt confronte toujours ses personnages humains à des créatures extraterrestres beaucoup plus évoluées qu'eux du point de vue physique et psychique, ce sont en revanche toujours des fellahs au sens spenglerien du terme. Cet état civilisationnel primitif empêche dès lors les créatures extraterrestres d'utiliser leurs pouvoirs avec une parfaite efficacité et les conduit toujours à sous-estimer les avantages que présente une communauté organisée sur un individu isolé.
Van Vogt n'épargne pas non plus la société humaine qui, si elle ne s'est pas encore effondrée, est également parvenue à son « hiver civilisationnel ».

### Société et individu
Tout au long du roman, A. E. van Vogt aime à souligner la supériorité de l'organisation sociale et de la coopération au sein d'une communauté sur le simple individualisme ou égotisme - qu'il s'agisse de combattre des créatures dangereuses ou de se comporter en société à bord de l'astronef.

## Éditions françaises
La Faune de l'espace de A. E. van Vogt, traduit de l'américain par Jean Rosenthal, a connu différentes éditions françaises :
- Hachette et Gallimard, coll. « Le Rayon fantastique », 1952 ;
- in À la poursuite des Slans / La Faune de l'espace, OPTA, coll. « Club du livre d'anticipation », no 14, 1968 ;
- J'ai lu, no 392, 1971, coll. « Science-Fiction » (réédité en 1972, 1973, 1976, 1977, 1979, 1981, 1993, 2003, 2011).

## Postérité et hommages

### Un classique de la science-fiction
Ce roman est considéré comme un grand classique de la science-fiction dans les ouvrages de référence suivants :
- Annick Beguin, Les 100 principaux titres de la science-fiction, Cosmos 2000, 1981 ;
- Lorris Murail, Les Maîtres de la science-fiction, Bordas, coll. « Compacts », 1993 ;
- Stan Barets, Le science-fictionnaire, Denoël, coll. « Présence du futur », 1994 ;
- Bibliothèque idéale du webzine Cafard cosmique.

### Dans la culture populaire
- L'un des monstres du livre, Zorl, qui possède des tentacules et des facultés parapsychologiques, est repris[réf. nécessaire] dans l'anime japonais Dirty Pair sous le nom de Mugi ou Mughi.
  - Ce même monstre (description, capacités) est utilisé par Square Enix comme ennemi récurrent sous son nom anglais (Coeurl) dans la franchise Final Fantasy depuis le deuxième épisode.
- Un autre monstre du roman, Ixtl, rassemble beaucoup de caractéristiques du monstre mis en scène par Ridley Scott dans son film Alien - Le huitième passager. A. E. van Vogt intenta d'ailleurs un procès à la Twentieth Century Fox et obtint gain de cause[réf. nécessaire].
- Ce roman est cité comme ayant pu influencer l'univers de la série télévisée originale Star Trek[11], les intrigues de la série étant similaires à celles du roman.

## Citations tirées de l’œuvre
Les numéros de page des citations qui suivent font référence à l'édition J'ai lu (2003).

« Notre civilisation est-elle à ce point basée sur la raison que nous sommes capables de regarder même un meurtrier avec sympathie ? »

— chap. 3, p. 32.

« Comment pouvait-on influencer un esprit ? En changeant ses postulats. Comment pouvait-on modifier un comportement ? En attaquant les croyances fondamentales, les certitudes. »

— chap. 12, p. 143.

« N'importe quelle société organisée peut dominer une communauté de paysans, parce que les paysans ne réalisent jamais rien de plus qu'une union très lâche contre l'étranger. »

— chap. 17, p. 186.

« Il n'est pas impossible que nous rencontrions encore, au cours de nos voyages, d'autres créatures intelligentes, bien plus dignes que l'homme de diriger l'univers. »

— chap. 21, p. 233.

« Personnellement, ma morale est qu'on doit être utile au plus grand nombre, à condition de ne pas exterminer, torturer ou priver de leurs droits les individus qui ne conformeraient pas à ce principe. La société doit apprendre à sauvegarder le malade et l'ignorant. »

— chap. 27, p. 299.